# Heretic Pride
Heretic Pride è l'undicesimo album in studio del gruppo musicale statunitense The Mountain Goats, pubblicato nel 2008.

## Tracce
1. Sax Rohmer #1 – 3:41
2. San Bernardino – 3:19
3. Heretic Pride – 3:43
4. Autoclave – 3:34
5. New Zion – 2:55
6. So Desperate – 3:21
7. In the Craters on the Moon – 3:32
8. Lovecraft in Brooklyn – 3:49
9. Tianchi Lake – 3:20
10. How to Embrace a Swamp Creature – 3:27
11. Marduk T-Shirt Men's Room Incident – 3:21
12. Sept. 15 1983 – 3:43
13. Michael Myers Resplendent – 2:52

## Formazione e crediti
- John Darnielle – voce, chitarra
- Franklin Bruno – piano, organo
- Annie Clark – chitarra, cori
- Erik Friedlander – arrangiamenti, archi
- Peter Hughes – chitarra elettrica, basso
- Jon Wurster – batteria, percussioni
- Rachel Ware Zooi – cori
- Sarah Arslanian – cori
- John Vanderslice – sintetizzatore, produzione
- Scott Solter – percussioni, produzione, recording, missaggio
- Aaron Prellwitz – recording
- Timin Murray – assistant recording